# Шаманич, Лука
Лу́ка Ша́манич (хорв. Luka Šamanić; род. 9 января 2000 года в Загребе, Хорватия) — хорватский профессиональный баскетболист, играющий на позиции тяжёлого форварда за клуб «Баскония». Был выбран на драфте НБА 2019 года в 1-м раунде под 19-м номером клубом «Сан-Антонио Спёрс».

## Ранние годы
Лука Шаманич родился в Загребе, Хорватия. Его отец, Марко Шаманич, профессионально играл в баскетбол 19 лет, включая выступление за БК «Крка» в Евролиге.
В детстве Лука занимался футболом, гандболом, теннисом и даже брейк-дансом, однако в баскетбол он начал играть только в 11 лет.
Шаманич начал свою баскетбольную карьеру на молодежном уровне с местного БК «Загреб». 22 ноября 2014 года он набрал 29 очков, 10 подборов, 4 перехвата и 3 блока в победе над юношеской командой «Шанац Карловац». 16 ноября он набрал 43 очка, 8 подборов и 7 перехватов в победе над БК «Самобор», 160–21. 3 января 2016 года Шаманич привёл свою команду к победе в чемпионате, одолев БК «Виртус» из Рима, и получил звание СЦИ турнира. В июне он посетил Adidas EuroCamp, трёхдневный лагерь НБА для неамериканских игроков, проводимый в Тревизо, Италия.
14 июня 2016 года Шаманич подписал 2-летний любительский контракт с БК «Барселона», первоначально присоединившись к юношеской команде. 22 декабря он выиграл конкурс по броскам сверху на юношеском турнире в Тенерифе, Испания. В заключительном турнире Adidas Next Genertion 2016/17 Шаманич набирал в среднем 8,7 очка, 6 подборов и 0,7 передачи за игру, заработав приз восходящей звезды. Позже в мае Лука выиграл конкурс по броскам сверху на 3-дневном развлекательном мероприятии Финала четырёх Евролиги 2017.
К августу 2017 года Шаманич привлек внимание нескольких команд первого дивизиона NCAA, включая Флориду, Гонзагу, Пердью и Стэнфорд. В сезоне 2017/2018 с юношеской командой «Барселоны» Лука получил больше возможностей после ухода нескольких ключевых игроков. В январе 2018 года Шаманич присоединился к «Барселоне» на отборочных турнирах Ciutat de L'Hospitalet к турниру Adidas Next Generation 2017/18. 7 января он набрал 27 очков, 16 подборов и 3 блока, но «Барселона» уступила «Ховентуту». Тем не менее, Шаманич был назван MVP отборочного турнира и попал в сборную турнира, набирая в среднем 23,2 очка, 14,8 подборов, 3 передачи и 2,8 блока за игру.

## Клубная карьера

### Барселона B (2017—2018)
В сезоне 2017/18 Шаманич играл за БК «Барселона B» во второй лиге Испании. Лука дебютировал в профессиональном баскетболе 1 октября 2017 года, сыграв всего 4 минуты в матче против БК «Форца Льеда». В следующем матче Лука отметился 10 очками и мельницей в кольцо БК «Касерес». Всего за сезон Шаманич сыграл в 22 матчах и набирал в среднем 5,1 очка, 2 подбора и 0,7 передачи за 12,7 минуты за игру. В феврале 2018 года он принял участие в лагере «Баскетбол без границ» в Лос-Анджелесе, присоединившись к ряду других неамериканских проспектов НБА.

### Олимпия Любляна (2018—2019)
31 мая 2018 года Шаманич подписал многолетний профессиональный контракт с БК «Олимпия» из Любляны, выступающим в cловенской и Адриатической лигах. Он присоединился к «Олимпии» после того, как не смог договориться об условиях контракта с хорватским БК «Задар». Шаманич дебютировал за «Олимпию» 21 сентября, проиграв «Црвене звезде» 86—60 в матче за Суперкубок Адриатической лиги в 2018 году, набрав 2 очка и 3 подбора за 19 минут. 7 мая 2019 года он установил личный рекорд сезона, набрав 22 очка и 11 подборов в победном матче словенской лиги против «Шентшура». В конце июня 2019 года «Олимпия» объявила об уходе Шаманича.

### Сан-Антонио Спёрс (2019—2021)
20 апреля 2019 года Шаманич выставляет свою кандидатуру на драфт НБА 2019 года. На драфте 2019 года Лука Шаманич был выбран в 1-м раунде под общим 19-м номером командой «Сан-Антонио Спёрс». 1 июля 2019 года, Шаманич официально подписал контракт со «Спёрс».
13 августа 2020 года Шаманич набрал 16 очков и 6 подборов в матче против «Юты Джаз» в своей первой игре в НБА в качестве игрока стартовой пятерки.
11 октября 2021 года «Спёрс» отчислили Шаманича перед началом сезона НБА 2021/22.

### Уэстчестер Никс (2021—2022)
16 октября 2021 года Шаманич подписал двусторонний контракт с «Нью-Йорк Никс». 17 марта 2022 года Шаманич был отзаявлен после того, как отыграл весь сезон 2021/22 за фарм-клуб «Никс» в Джи-Лиге НБА «Уэстчестер Никс».

### Мэн Селтикс (2022—2023)
22 сентября 2022 года Шаманич подписал негарантированный контракт с «Бостон Селтикс». 10 октября «Селтикс» отчислили игрока. 24 октября 2022 года Шаманич присоединился к тренировочному лагерю клуба Джи-Лиги НБА «Мэн Селтикс».

### Юта Джаз (2023—2024)
28 марта 2023 года Шаманич подписал 10-дневный контракт с «Ютой Джаз».
7 апреля 2023 года Шаманич подписал с «Ютой» контракт до 2024 года. В сезоне-2023/24 выходил на площадку в 43 матчах, набирая 4,1 очка и 2,4 подбора за 9,4 минуты в среднем.

### Фенербахче (2024)
Летом 2024 года подписал 1-летний контракт с турецким клубом «Фенербахче».

### Цибона (2024)
В декабре 2024 года Шаманич подписал контракт с «Цибоной», выступающей в Лиге АБА и Лиге Хорватии. Это первый раз, когда он профессионально играл в своей родной стране. Шаманич подписал открытый контракт, что означает, что он может в любой момент перейти в другой клуб за более выгодным контрактом.

### Баскония (2024—настоящее время)
30 декабря 2024 года было объявлено, что Лука Шаманич перешел в испанский клуб «Баскония».

## Карьера в сборной
Дебют в юношеской сборной Хорватии Лука сделал в 2016 году на чемпионате Европы U16 в Радоме, Польша. На этом ЧЕ Хорватия стала четвёртой, а сам Лука попал в сборную турнира, набрав в среднем 17,7 очков, 10,4 подборов и 2,9 блоков за игру.
В 2017 году он играл на чемпионате Европы U18 в дивизионе B в Таллине, Эстония. Шаманич привёл сборную Хорватии к золотым медалям, набрав в финале 21 очко, 8 подборов, 4 перехвата и 3 блок-шота в победе над сборной Великобритании. Он был назван СЦИ и снова попал в сборную лучших игроков ЧЕ, набирая в среднем 13,3 очка, 7,3 подбора, 1,8 перехвата и 1,6 блока за игру.
В 2018 году Шаманич принял участие в чемпионате Европы U18 в Латвии. Несмотря на то, что Шаманич набирал в среднем 17 очков, 7,7 подборов и 1,8 блока за игру в турнире, Хорватия финишировала на 11-м месте.

## Достижения
- Победитель чемпионата Европы (до 18 лет) в дивизионе B: 2017

## Статистика

### Статистика в НБА
| Сезон                                                                                    | Команда     | Регулярный сезон | Регулярный сезон | Регулярный сезон | Регулярный сезон | Регулярный сезон | Регулярный сезон | Регулярный сезон | Регулярный сезон | Регулярный сезон | Регулярный сезон | Регулярный сезон | Серия плей-офф | Серия плей-офф | Серия плей-офф | Серия плей-офф | Серия плей-офф | Серия плей-офф | Серия плей-офф | Серия плей-офф | Серия плей-офф | Серия плей-офф | Серия плей-офф |
| Сезон                                                                                    | Команда     | GP               | GS               | MPG              | FG%              | 3P%              | FT%              | RPG              | APG              | SPG              | BPG              | PPG              | GP             | GS             | MPG            | FG%            | 3P%            | FT%            | RPG            | APG            | SPG            | BPG            | PPG            |
| ---------------------------------------------------------------------------------------- | ----------- | ---------------- | ---------------- | ---------------- | ---------------- | ---------------- | ---------------- | ---------------- | ---------------- | ---------------- | ---------------- | ---------------- | -------------- | -------------- | -------------- | -------------- | -------------- | -------------- | -------------- | -------------- | -------------- | -------------- | -------------- |
| 2019/20                                                                                  | Сан-Антонио | 3                | 1                | 16,1             | 31,3             | 37,5             | 75,0             | 3,3              | 2,0              | 0,0              | 0,7              | 5,3              | Не участвовал  | Не участвовал  | Не участвовал  | Не участвовал  | Не участвовал  | Не участвовал  | Не участвовал  | Не участвовал  | Не участвовал  | Не участвовал  | Не участвовал  |
| 2020/21                                                                                  | Сан-Антонио | 33               | 4                | 9,3              | 44,8             | 27,9             | 55,2             | 2,1              | 0,5              | 0,2              | 0,2              | 3,7              | Не участвовал  | Не участвовал  | Не участвовал  | Не участвовал  | Не участвовал  | Не участвовал  | Не участвовал  | Не участвовал  | Не участвовал  | Не участвовал  | Не участвовал  |
| 2022/23                                                                                  | Юта         | 7                | 4                | 23,0             | 45,6             | 25,8             | 69,2             | 4,3              | 2,1              | 0,9              | 0,3              | 9,9              | Не участвовал  | Не участвовал  | Не участвовал  | Не участвовал  | Не участвовал  | Не участвовал  | Не участвовал  | Не участвовал  | Не участвовал  | Не участвовал  | Не участвовал  |
| 2023/24                                                                                  | Юта         | 43               | 7                | 9,4              | 38,0             | 20,3             | 78,6             | 2,4              | 0,4              | 0,1              | 0,2              | 4,1              | Не участвовал  | Не участвовал  | Не участвовал  | Не участвовал  | Не участвовал  | Не участвовал  | Не участвовал  | Не участвовал  | Не участвовал  | Не участвовал  | Не участвовал  |
|                                                                                          | Всего       | 86               | 16               | 10,7             | 41,1             | 24,7             | 70,6             | 2,4              | 0,6              | 0,2              | 0,2              | 4,5              | Не участвовал  | Не участвовал  | Не участвовал  | Не участвовал  | Не участвовал  | Не участвовал  | Не участвовал  | Не участвовал  | Не участвовал  | Не участвовал  | Не участвовал  |
| Наведите курсор мыши на аббревиатуры в заголовке таблицы, чтобы прочесть их расшифровку. |             |                  |                  |                  |                  |                  |                  |                  |                  |                  |                  |                  |                |                |                |                |                |                |                |                |                |                |                |

### Статистика в Джи-Лиге
| Сезон                                                                                    | Команда         | Регулярный сезон | Регулярный сезон | Регулярный сезон | Регулярный сезон | Регулярный сезон | Регулярный сезон | Регулярный сезон | Регулярный сезон | Регулярный сезон | Регулярный сезон | Регулярный сезон | Серия плей-офф | Серия плей-офф | Серия плей-офф | Серия плей-офф | Серия плей-офф | Серия плей-офф | Серия плей-офф | Серия плей-офф | Серия плей-офф | Серия плей-офф | Серия плей-офф |
| Сезон                                                                                    | Команда         | GP               | GS               | MPG              | FG%              | 3P%              | FT%              | RPG              | APG              | SPG              | BPG              | PPG              | GP             | GS             | MPG            | FG%            | 3P%            | FT%            | RPG            | APG            | SPG            | BPG            | PPG            |
| ---------------------------------------------------------------------------------------- | --------------- | ---------------- | ---------------- | ---------------- | ---------------- | ---------------- | ---------------- | ---------------- | ---------------- | ---------------- | ---------------- | ---------------- | -------------- | -------------- | -------------- | -------------- | -------------- | -------------- | -------------- | -------------- | -------------- | -------------- | -------------- |
| 2019/20                                                                                  | Остин Спёрс     | 33               | 32               | 28,4             | 43,2             | 31,1             | 77,1             | 7,8              | 1,4              | 0,8              | 0,8              | 15,2             | Не участвовал  | Не участвовал  | Не участвовал  | Не участвовал  | Не участвовал  | Не участвовал  | Не участвовал  | Не участвовал  | Не участвовал  | Не участвовал  | Не участвовал  |
| 2020/21                                                                                  | Остин Спёрс     | 6                | 6                | 32,8             | 44,1             | 29,7             | 71,4             | 11,3             | 2,2              | 0,2              | 0,2              | 21,8             | Не участвовал  | Не участвовал  | Не участвовал  | Не участвовал  | Не участвовал  | Не участвовал  | Не участвовал  | Не участвовал  | Не участвовал  | Не участвовал  | Не участвовал  |
| 2021/22                                                                                  | Уэстчестер Никс | 8                | 8                | 32,3             | 54,8             | 36,7             | 87,0             | 10,4             | 3,3              | 0,5              | 0,9              | 27,9             | Не участвовал  | Не участвовал  | Не участвовал  | Не участвовал  | Не участвовал  | Не участвовал  | Не участвовал  | Не участвовал  | Не участвовал  | Не участвовал  | Не участвовал  |
| 2022/23                                                                                  | Мэн Селтикс     | 44               | 44               | 29,5             | 49,1             | 32,7             | 73,1             | 9,2              | 1,9              | 0,9              | 0,9              | 21,5             | Не участвовал  | Не участвовал  | Не участвовал  | Не участвовал  | Не участвовал  | Не участвовал  | Не участвовал  | Не участвовал  | Не участвовал  | Не участвовал  | Не участвовал  |
|                                                                                          | Всего           | 91               | 90               | 29,6             | 47,6             | 32,4             | 75,8             | 8,9              | 1,8              | 0,7              | 0,8              | 19,8             | Не участвовал  | Не участвовал  | Не участвовал  | Не участвовал  | Не участвовал  | Не участвовал  | Не участвовал  | Не участвовал  | Не участвовал  | Не участвовал  | Не участвовал  |
| Наведите курсор мыши на аббревиатуры в заголовке таблицы, чтобы прочесть их расшифровку. |                 |                  |                  |                  |                  |                  |                  |                  |                  |                  |                  |                  |                |                |                |                |                |                |                |                |                |                |                |

### Статистика в других лигах
| Сезон | Команда           | Лига                                             | GP | GS | MPG  | FG%  | 3P%  | FT%  | RPG  | APG | SPG | BPG | PFL | TOV | PPG  |
| --- | ----------------- | ------------------------------------------------ | -- | -- | ---- | ---- | ---- | ---- | ---- | --- | --- | --- | --- | --- | ---- |
| 2016/17 | Все клубы         | Все лиги                                         | 8  | 0  | 20,0 | 42,6 | 33,3 | 70,0 | 5,5  | 1,0 | 0,4 | 0,6 | 1,8 | 1,5 | 8,3  |
| 2016/17 | Барселона (Ю-18)  | Турнир в Оспиталете                              | 5  | 0  | 20,6 | 43,2 | 30,0 | 83,3 | 5,2  | 1,2 | 0,4 | 0,8 | 1,4 | 1,6 | 8,0  |
| 2016/17 | Барселона (Ю-18)  | Euroleague Basketball Next Generation Tournament | 3  | 0  | 19,2 | 41,7 | 36,4 | 50,0 | 6,0  | 0,7 | 0,3 | 0,3 | 2,3 | 1,3 | 8,7  |
| 2017/18 | Все клубы         | Все лиги                                         | 26 | 5  | 15,0 | 37,4 | 28,2 | 78,0 | 4,0  | 1,0 | 0,3 | 0,6 | 1,8 | 1,2 | 7,9  |
| 2017/18 | Барселона Б       | ЛЕБ Голд                                         | 22 | 1  | 12,7 | 36,0 | 29,6 | 68,0 | 2,0  | 0,7 | 0,3 | 0,2 | 1,7 | 0,8 | 5,1  |
| 2017/18 | Барселона (Ю-18)  | Турнир в Оспиталете                              | 4  | 4  | 27,2 | 39,5 | 23,5 | 85,3 | 14,8 | 3,0 | 0,8 | 2,8 | 2,3 | 3,0 | 23,3 |
| 2018/19 | Все клубы         | Все лиги                                         | 50 | 23 | 18,4 | 48,4 | 33,8 | 72,2 | 4,8  | 0,9 | 0,5 | 0,4 | 2,0 | 1,4 | 8,0  |
| 2018/19 | Олимпия (Любляна) | Лига ABA                                         | 20 | 9  | 15,8 | 50,0 | 20,8 | 69,8 | 3,8  | 0,8 | 0,3 | 0,3 | 1,9 | 1,3 | 6,4  |
| 2018/19 | Олимпия (Любляна) | Чемпионат Словении                               | 17 | 9  | 20,7 | 50,4 | 40,5 | 76,0 | 5,9  | 1,1 | 0,8 | 0,5 | 1,8 | 1,5 | 10,1 |
| 2018/19 | Олимпия (Любляна) | Лига чемпионов ФИБА                              | 12 | 5  | 19,4 | 44,3 | 36,8 | 72,4 | 5,0  | 0,9 | 0,3 | 0,3 | 2,3 | 1,4 | 8,2  |
| 2018/19 | Олимпия (Любляна) | Суперкубок ABA                                   | 1  | 0  | 19,9 | 0,0  | -    | 50,0 | 3,0  | 0,0 | 0,0 | 1,0 | 2,0 | 2,0 | 2,0  |
| Всего | Всего             | Всего                                            | 84 | 28 | 17,5 | 43,9 | 31,4 | 73,8 | 4,6  | 0,9 | 0,4 | 0,5 | 1,9 | 1,3 | 8,0  |
| Наведите курсор мыши на аббревиатуры в заголовке таблицы, чтобы прочесть их расшифровку Статистика приведена с сайта basketball.realgm.com |                   |                                                  |    |    |      |      |      |      |      |     |     |     |     |     |      |